# 郭應聘
郭應聘（1520年—1586年），字君賓，號華溪，福建興化府莆田縣人，明朝政治人物。嘉靖庚戌進士，官至南京兵部尚書。

## 生平
嘉靖二十五年（1546年）丙午科福建鄉試第十二名舉人。嘉靖二十九年（1550年），登庚戌科會試第二百五十名，二甲三十五名進士。授户部主事，督通州倉，榷税清源，稍迁员外郎、郎中，出為南寧府知府。四十一年遷四川威茂兵備副使，轉廣東右參政。
隆慶元年（1567年）八月升广西按察使，二年七月升广西右布政使，四年四月进左布政，五年八月升都察院右副都御史、广西巡抚，萬曆二年（1574年）冬加兵部右侍郎銜，三年九月入为户部右侍郎，四年丁母忧。
萬曆八年（1580年）九月起兵部右侍郎兼都察院右僉都御史、巡撫廣西，十一年正月升右都御史兼兵部右侍郎、總督兩廣，十一月改任南京都察院右都御史，次月升南京兵部尚書參贊機務，十四年乞骸骨章五上，遂准致仕，抵家病转剧，仅十馀日终于寝室，享年六十有七，贈太子少保。二十一年賜谥襄靖。

## 著作
有《粵西疏議》《總制兩廣疏議》《留樞疏草》《西南紀事》《邊防紀實》諸書行世。

## 家族
曾祖郭宗訓；祖父郭伯玉，封南京戶部主事；父郭湍，曾任通判。前母黃氏；母卓氏。慈侍下。兄應科、應徵。弟應重、應全。
子郭良翰、郭良棟。

## 延伸阅读
[在维基数据编辑]
 《國朝獻徵錄·卷之四十三》，出自焦竑《國朝獻徵錄》
 《明史卷二百二十一》，出自《明史》

| 官衔         | 官衔                              | 官衔          |
| ------------ | --------------------------------- | ------------- |
| 前任： 陳 瑞 | 兩廣總督 萬曆十一年（1583年）上任 | 繼任： 吳文華 |